# Троицкий, Николай Александрович (1887)
Николай Александрович Троицкий (18 декабря 1887, Кельце, Царство Польское, Российская империя — 18 августа 1957, Новосибирск, СССР) — русский и советский учёный-ботаник, доктор биологических наук.
Основные исследования Н. А. Троицкого посвящены изучению растительных ресурсов Кавказа и Крыма, организовал крупномасштабные геоботанические обследования степного Крыма и юга континентальной Украины, изучал дикорастущие плодовые и кормовые растения. Был автором ряда научных трудов, в том числе монографий.

## Биография
Родился 18 декабря 1887 года в городе Кельце Царства Польского.
В 1912 году окончил Киевский университет (ныне Киевский национальный университет имени Тараса Шевченко). Здесь же Троицкий приобрёл первые навыки ученого, занимаясь на кафедре морфологии и систематики растений, изучая луга Волыни.
В дальнейшем, в 1918—1938 годах, когда Николай Троицкий уже был женат на учёном-ботанике Евгении Григорьевне, им пришлось много раз менять своё место жительства из-за своей научной и педагогической деятельности. Николай Александрович работал в Закавказье, где преподавал ботанику в Тифлисском политехническом институте (ныне Грузинский технический университет) и одновременно заведовал кабинетом луговодства Тифлисского ботанического сада. Заведовал кафедрой Армянского государственного педагогического университета (ныне Армянский государственный педагогический университет имени Хачатура Абовяна), затем — Ереванского ветеринарно-зоотехнического института (ныне Национальный аграрный университет Армении) и отделом Лорийской станции животноводства, возглавлял сектор ботаники Армянского филиала Академии наук СССР. В эти годы учёный опубликовал ряд фундаментальных трудов, в том числе монографию «Дикорастущие кормовые растения Закавказья» (1934). В 1936 году, после защиты диссертации в Ботаническом институте АН СССР на тему «Растительность Закавказья как естественное кормовое богатство», ему была присуждена ученая степень доктора биологических наук.
В последующие годы (1938—1944) профессор Н. А. Троицкий трудился в Орловском педагогическом институте (ныне Орловский государственный университет); исследовал растительный покров Башкирии, когда институт был эвакуирован в годы Великой Отечественной войны в город Бирск. После войны семья переехала в Крым, где Троицкий проработал более десяти лет (1944—1955). Здесь он заведовал кафедрой ботаники Крымского педагогического института (ныне Таврический национальный университет имени В. И. Вернадского), им была основана крымская геоботаническая научная школа. В течение почти десяти лет (1947—1955) учёный возглавлял Крымский отдел Географического общества. Когда с 1951 года стали издаваться «Известия Крымского отдела Географического общества Союза ССР», Троицкий стал редактором этого издания.
В 1955 году, после выхода Николая Александровича на пенсию, вся семья Троицких переехала в Новосибирск. Здесь он и умер 18 августа 1957 года.
Его дочь — Татьяна Николаевна Троицкая — стала известным археологом, доктором исторических наук.

## Память
- В Ботаническом саду Крымского федерального университета им. В. И. Вернадского к 70-й годовщине Победы в Великой Отечественной войне была открыта аллея выдающихся ученых университета, где установлены портреты двадцати двух профессоров, работавших в университете в разные периоды его истории. В их числе присутствует Николай Александрович Троицкий[4].
- В 1997 году, к 110-й годовщине со дня рождения, карстовая пещера Харьковская КН 252-7 на Ай-Петринской яйле, где он проводил свои ботанические исследования, была названа именем Троицкого[5][6].